# Burg Iwamura
Die Burg Iwamura (japanisch 岩村城, Iwamura-jō) in Ena gehört zu den wenigen japanischen Bergburgen, die noch nach 1600 genutzt wurden.

## Geschichte

### Herrschaft der Tōyama und die Sengoku-Zeit
Die Burg soll von dem höheren Samurai Katō Kagekado im Jahre 1185 errichtet worden sein. Sein Sohn Kagetomo war der erste, der den Namen Tōyama führte. Die Tōyama blieben fast vierhundert Jahre die Burgherren.
In der Sengoku-Zeit geriet die Burg in die Kämpfe zwischen Takeda Shingen und Oda Nobunaga. Der Chef des Hauses, Tōyama Kagetō hatte sich Nobunaga angeschlossen und dessen Tante, Watanabe Misako, geheiratet. Ab 1570 bemühte sich Akiyama Nobutomo, ein General Takeda Shingens, die Burg zu erobern. Als Kagetō 1573 starb, übernahm Misako an Stelle des achtjährigen Adoptivsohns (Nobunagas fünfter Sohn) die Führung der Familie und verteidigte weiter. Es kam schließlich zu Verhandlungen, und Nobutomo wurde 1573 Burgherr, heiratete die Witwe Kagetōs. Er wurde aber 1575 von Oda Nobutada angegriffen und verlor die Burg. Er, seine Frau und Gefolgsleute mussten daraufhin mit dem Leben büßen.
1575 wurde Kawajiri Shizuyoshi mit 50.000 koku Einkommen für sieben Jahre Burgherr, bis er 1582 vom jungen Mori Rammaru abgelöst wurde. Nachdem Rammaru im selben Jahr im Honnōji-Zwischenfall gestorben war, wurden seine Geschwister Nagayoshi und Tadamasa Burgherren und modernisierten die Burg. Den Mori folgte Tamaru Tomotada, der allerdings wegen seines Verhaltens in der Schlacht von Sekigahara bei Tokugawa Ieyasu schon nach einem Jahr in Ungnade fiel.

### Edo-Zeit
Nach der Machtübernahme durch Tokugawa Ieyasu erhielten 1601 die Ogyū-Matsudaira die Burg mit einem Einkommen von 20.000 koku, bis sie 1638 im Ländertausch nach Hamamatsu gingen und die Niwa die Burg übernahmen. 1702 kehrten im Ländertausch die Ogyū zurück und blieben Burgherren bis zur Meiji-Restauration. Danach führten sie den Titel Vizegraf.

## Die Burganlage

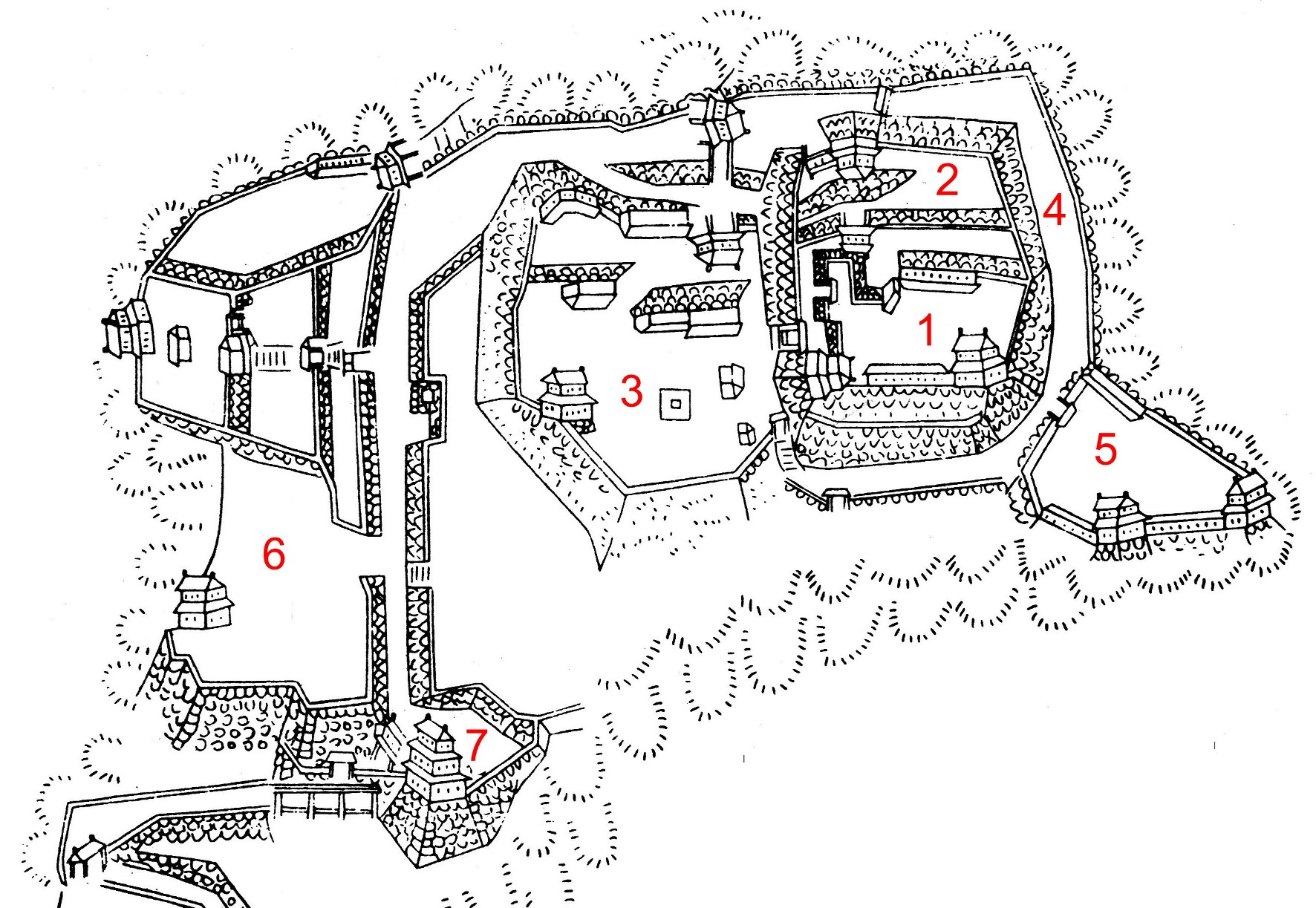
Plan der Burg

Mit einer Höhenlage von 721 m ist Iwamura die höchstgelegene Bergburg der Edo-Zeit. Das Hommaru (s. 1 im Plan der Burg) an höchster Stelle wird vom Ni-no-maru (2), Higashi-guruwa (3), Obi-guruwa (4), De-maru (5), Hachiman-guruwa (6) umgeben. Im Hommaru standen zwei zweistöckige Wachtürme, einen Burgturm (tenshu) gab es jedoch nicht. An seiner Stelle übernahm ein dreistöckiger Wachturm am Haupttor (Ōte-mon, 7) diese Funktion.
Ogyū Ienori, der 1601 die Burg übernahm, legte unterhalb des Nordwesthanges eine Residenz an, dazu Quartiere für seine Gefolgsleute, so dass dort eine Burgstadt entstand.
Bei der Übernahme 1702 wird vermerkt: Der Umriss der Burg beträgt 1255 m, es sind 11 Wachtürme (darunter ein dreistöckiger und ein einstöckiger), 8 größere und kleinere überbaute Mauerpartien (tamon) und 17 größere und kleinere Tore vorhanden.
Nachdem die Burg 1873 aufgegeben worden war, wurden sämtliche Gebäude abgetragen, so dass heute nur noch Steinmauern vorhanden sind. Die unten gelegene Residenz entging zwar diesem Schicksal, brannte jedoch 1881 ab. Die Residenz wurde 1990 teilweise wieder aufgebaut, dazu auch ein Tor und der Trommelturm.

## Bilder

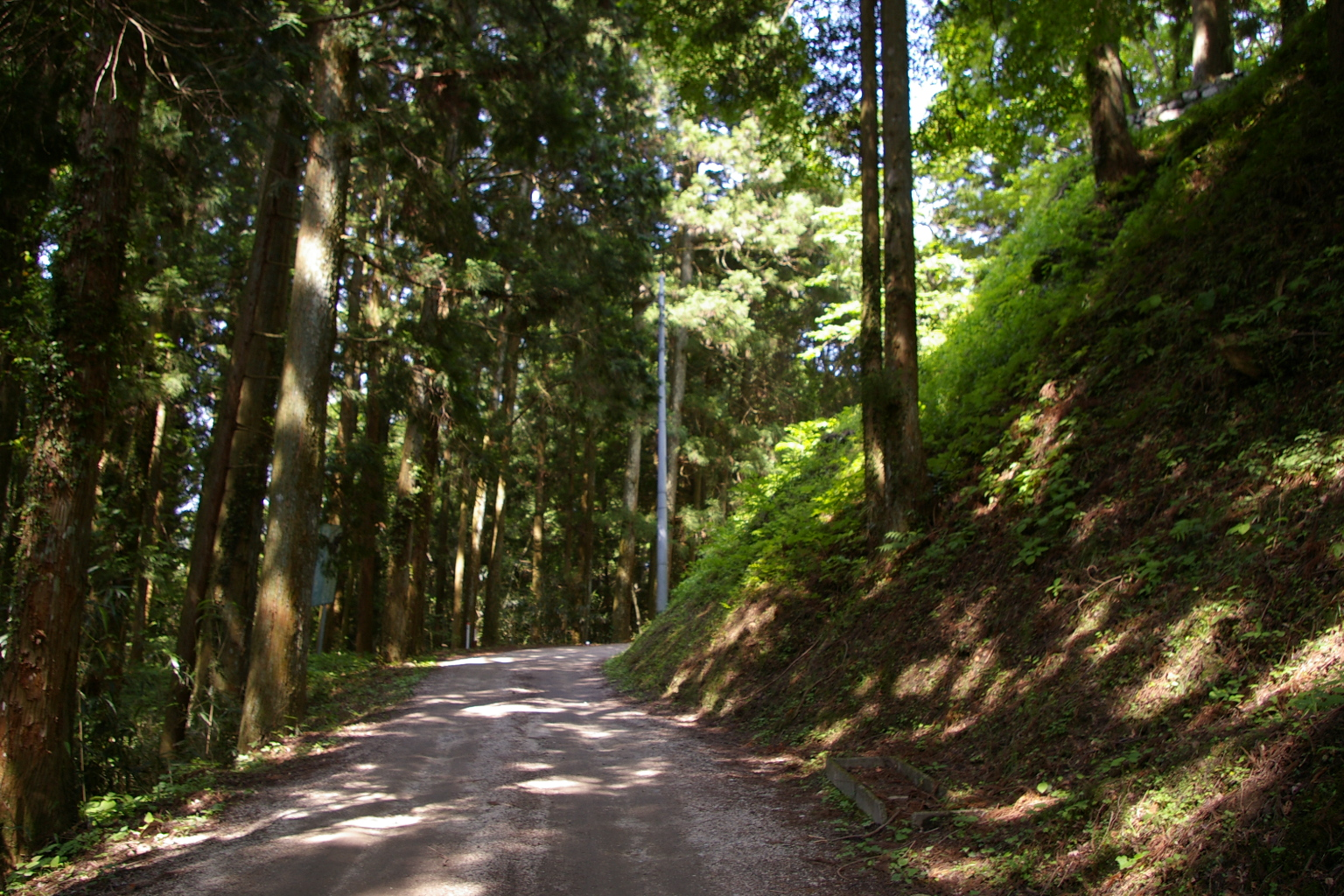
Weg hinauf zur Burg
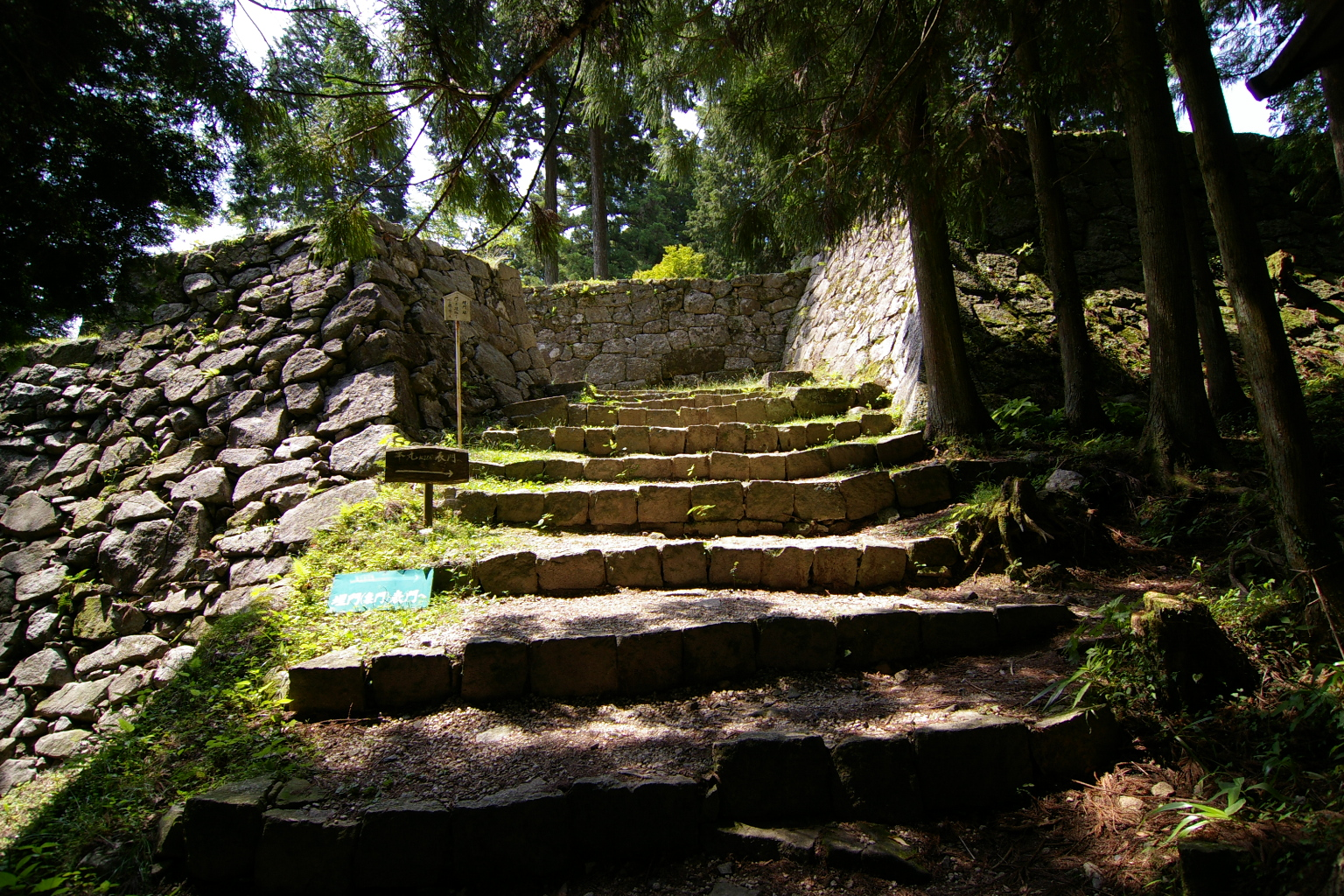
Aufgang zur Burg
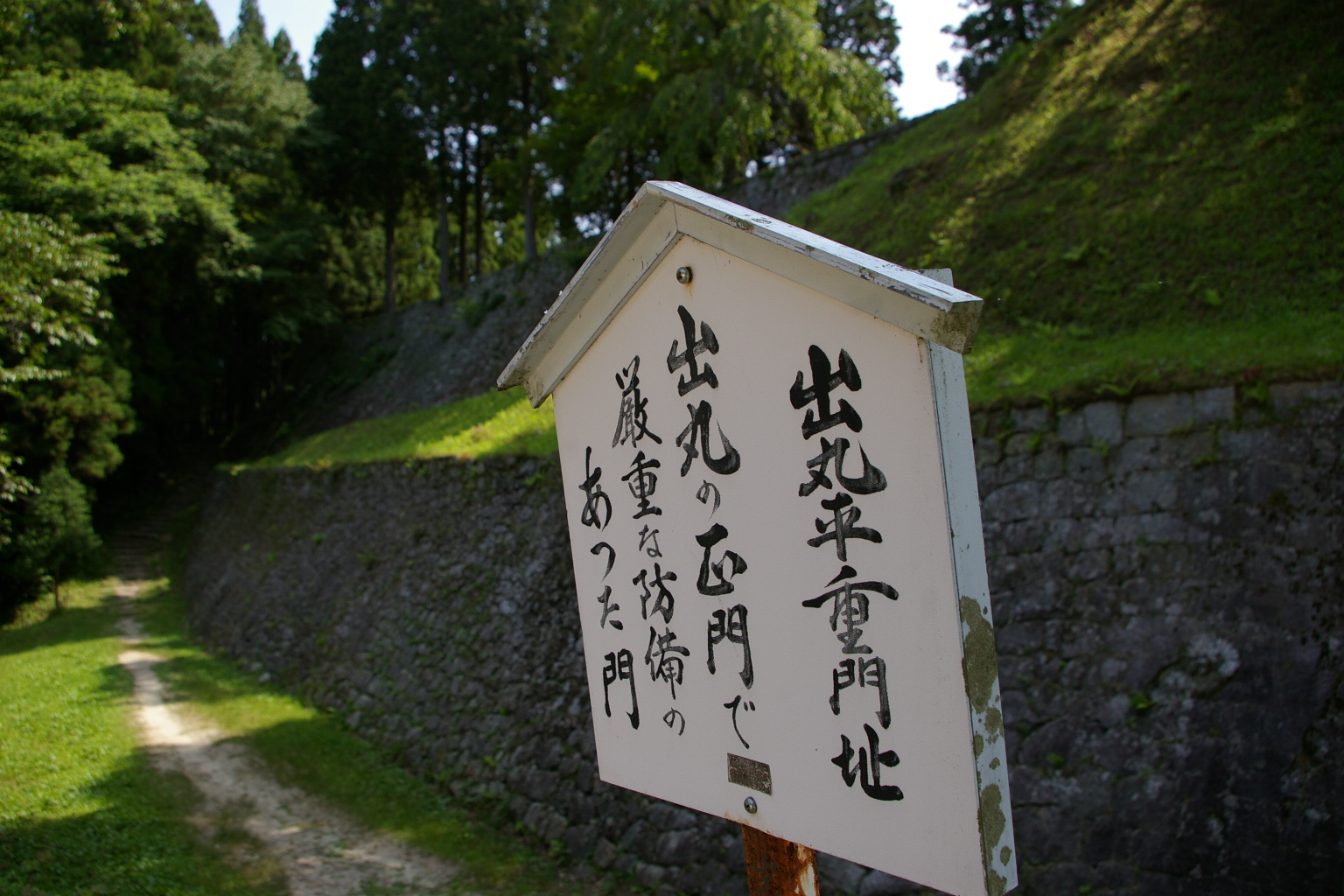
Am Demaru
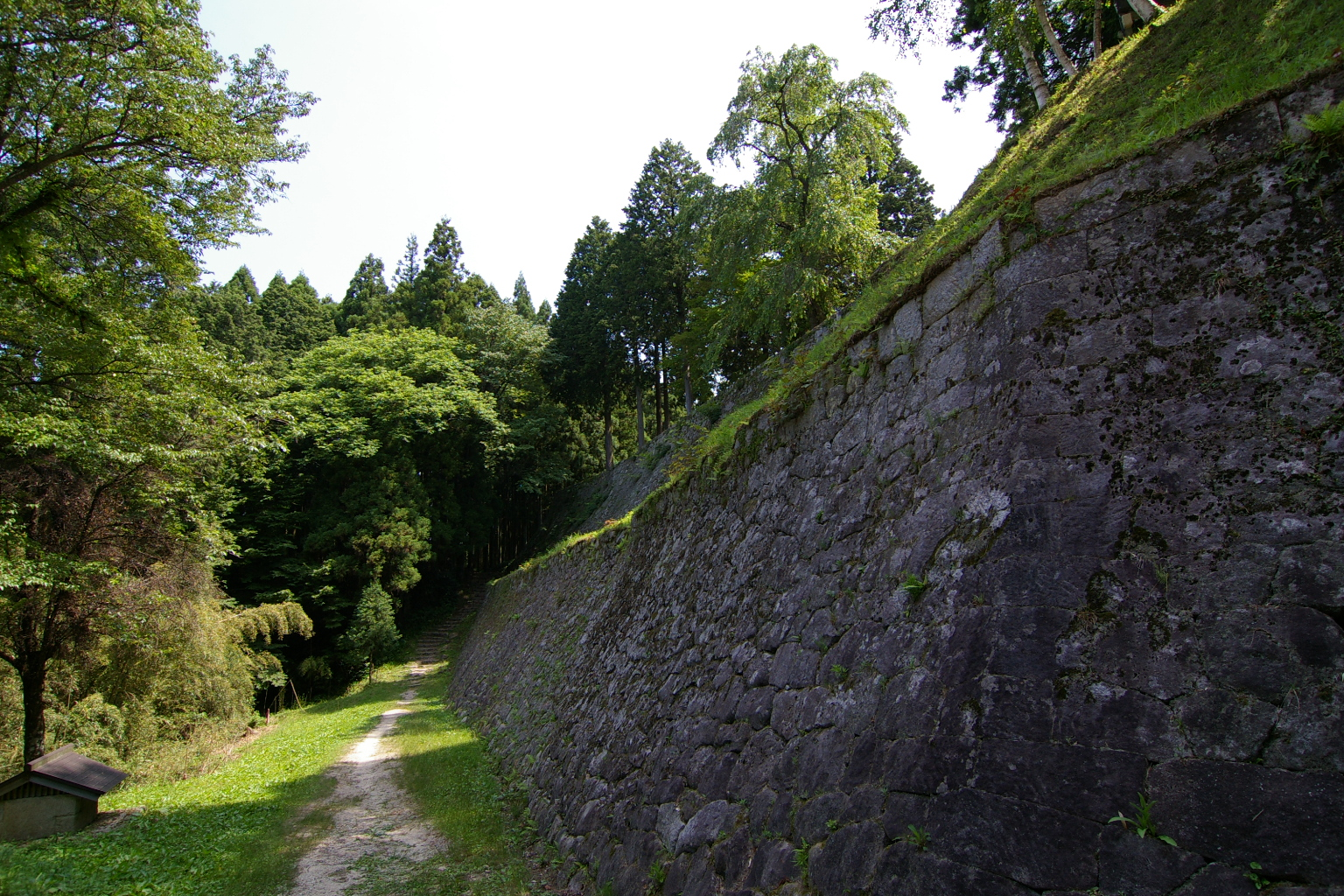
Wallanlagen